# Stylotrichium
Stylotrichium là một chi thực vật có hoa trong họ Cúc (Asteraceae).

## Loài
Chi Stylotrichium gồm các loài: